# Рашевский, Константин Николаевич
Константин Николаевич Рашевский (1874, Каркаралинск — 1956, Чаплыгин) — русский и советский математик-педагог; «Отличник народного образования» (1946), «Заслуженный учитель школы РСФСР» (1947). Отец математика П. К. Рашевского. 

## Биография
Родился 6 (18) июля 1874 года в Каркаралинске Семипалатинской области: его отец работал в должности главного врача в Каркаралинском военном лазарете.
Окончил Томскую гимназию с серебряной медалью (1892) и физико-математический факультет Московского университета с дипломом 1-й степени (1899). Преподавал математику в московских реальных училищах: Французском реальном училище св. Филиппа Нэрийского (Малая Лубянка, дом 14) до сентября 1908 года; затем — в реальном училище Воскресенского.
Будучи уже известным математиком-педагогом, он в июне 1919 году уехал с семьёй в Раненбург, где стал преподавать математику в Раненбургском институте народного образования (РИНО), который в 1921 году был преобразован в Раненбургский педагогический техникум.
До 1924 года семья Рашевских жила в одной из комнат бывшего купеческом дома Поповых, расположенного рядом с Торговой площадью (ул. Езжая, д.15). В 1924 году Рашевским был приобретён небольшой деревянный дом с мезонином па адресу ул. Рязанская (Горького), д. 24 на той же улице, где находился техникум. С 10 ноября 1899 года состоял в браке «с мещанкою г. Ардатовск Нижегородской губернии, девицею Александрою Васильевной Кириной». Их первый сын, Пётр (1907—1983), также стал крупным математиком и педагогом высшей школы. Второй сын, родившийся 4 сентября 1913 года, Вадим Константинович, стал инженером-конструктором. В новом доме К. Н. Рашевский поселился, разведясь с первой женой и женившись в июне 1924 года на сестре известного литературного критика и литературоведа П. С. Когана — Софье Семёновне Коган.
С 1 января 1952 года Рязанским облисполкомом К. Н. Рашевскому была назначена персональная пожизненная ежемесячная пенсия в размере 300 рублей.
Умер 28 февраля 1856 года. Похоронен в Чаплыгине.